# Espíritu Santo en Sassia (título cardenalicio)
Espíritu Santo en Sassia es un título cardenalicio diaconal de la Iglesia Católica. Fue instituido por el papa Juan Pablo II en 1991.

## Titulares
- Fiorenzo Angelini (28 de junio de 1991 - 26 de febrero de 2002); pro hac vice (26 de febrero de 2002 - 22 de noviembre de 2014)
- Dominique Mamberti (14 de febrero de 2015)